# Jimmy Hoffa
James Riddle Hoffa (született: 1913. február 14. – eltűnt: 1975. július 30., holtnak nyilvánítva: 1982. július 30.) amerikai szakszervezeti vezető volt, aki 1957 és 1971 között a Nemzetközi Teherautó Testvériség (IBT) elnökeként szolgált. Állítólag kapcsolatban állt a szervezett bűnözéssel, és rejtélyes körülmények között eltűnt 1975-ben.
Hoffa már fiatal korától szakszervezeti aktivista volt: húszas évei közepére az IBT fontos regionális alakjává vált. 1952-re az IBT országos alelnöke, 1957 és 1971 között pedig az általános elnöke volt. Hoffa 1964-ben szerezte meg az első országos megállapodást a fuvarozók díjszabásáról a National Master Freight Agreementtel. Jelentős szerepet játszott a szakszervezet növekedésében és fejlődésében, amely végül az ő vezetése alatt az Egyesült Államok taglétszámát tekintve a legnagyobbá vált, csúcspontján több mint 2,3 millió taggal.
Hoffa a Teamstersnél végzett munkája korai éveiben kezdett el bekapcsolódni a szervezett bűnözésbe, és ez a kapcsolat eltűnéséig folytatódott. 1964-ben két külön perben elítélték esküdtszéki manipuláció, vesztegetési kísérlet, összeesküvés, valamint postai és elektronikus csalás miatt. 1967-ben bebörtönözték, és 13 év börtönbüntetésre ítélték.
1971 közepén Hoffa lemondott a szakszervezet elnöki posztjáról Richard Nixon amerikai elnökkel kötött enyhítési megállapodás részeként, és még abban az évben szabadon engedték, de 1980-ig eltiltották a szakszervezeti tevékenységektől. Abban a reményben, hogy visszanyeri a támogatást és visszatér az IBT vezetésébe, sikertelenül próbálta megfellebbezni a döntést. Hoffa 1975. július 30-án tűnt el: feltehetően maffiatámadásban gyilkolták meg, és 1982-ben jogilag halottnak nyilvánították. Hoffa öröksége és eltűnésének körülményei továbbra is vitákat kavarnak.

## Fiatalkora és családja
James Riddle Hoffa 1913. február 14-én született az Indiana állambeli Brazilban, John és Viola (született Riddle) Hoffa gyermekeként; négy gyermek, két fiú és két lány közül a harmadikként. A szülészorvos azt gondolta, hogy Hoffa anyjának daganat van a hasában, nem pedig egy csecsemő, ezért kezdetben „Daganatként” emlegették. Apja, aki német származású volt a ma Pennsylvaniai Hollandként emlegetett csoportból, 1920-ban tüdőbetegségben halt meg, amikor Hoffa hétéves volt. Édesanyja ír származású volt. A család 1924-ben Detroitba költözött, ahol Hoffa felnőtt és élete végéig élt. 14 éves korában otthagyta az iskolát, és teljes munkaidős fizikai munkásként kezdett dolgozni, hogy eltartsa családját.
Hoffa 1936. szeptember 25-én feleségül vette Josephine Poszywakot, egy 18 éves, lengyel származású detroiti mosodai dolgozót az Ohio-i Bowling Greenben. A pár hat hónappal korábban találkozott egy mosodában – szakszervezet nélküli – dolgozók sztrájkja során; Hoffa úgy írta le a találkozót, mintha "blackjackkel ütötték volna mellkason". Két gyermekük született: egy lányuk, Barbara Ann Crancer és egy fiuk, James P. Hoffa. A Hoffák 1939-ben 6800 dollárt fizettek egy szerény házért Detroit északnyugati részén. A család később egy egyszerű nyári tóparti házikót birtokolt a michigani Orion Townshipben, Detroittól északra.

## Korai szakszervezeti tevékenység
Hoffa tinédzserként kezdte a szakszervezeti munkát a helyi szinten egy élelmiszerláncnál dolgozott, ahol gyenge béreket fizettek, rossz munkakörülményeket és minimális munkahelyi biztonságot kínáltak. A munkások elégedetlenek voltak ezzel a helyzettel, és megpróbáltak szakszervezetet szervezni a bérek emelése érdekében. Bár Hoffa fiatal volt, bátorsága és közvetlensége ebben a szerepben lenyűgözte munkatársait, és vezető pozícióba emelkedett. 1932-re, miután nem volt hajlandó egy bántalmazó műszakvezetőnek dolgozni, Hoffa részben szakszervezeti tevékenységei miatt elhagyta az élelmiszerláncot. Ezután meghívták, hogy szervezőként működjön együtt a Teamsters 299-es helyi szervezetével Detroitban. 1933 és 1935 között Hoffa úgy szervezkedett, hogy megállt az út szélén az alvó kamionsofőrök mellett, felébresztette őket, és átadta nekik az értékesítési ajánlatát.

## A Teamsters növekedése
Az 1903-ban alapított Teamsters 1933-ban 75 000 taggal rendelkezett. Hoffa más szakszervezeti vezetőkkel végzett munkájának eredményeként a helyi kamionos szakszervezeti csoportokat regionális szekciókba, majd egy országos szervezetté egyesítette, amelyet Hoffa végül két évtized alatt megvalósított; a tagság 1936-ra 170 000-re, három évvel később pedig 420 000-re nőtt. A létszám a második világháború alatt és a háború utáni fellendülés idején folyamatosan nőtt, és végül 1951-re meghaladta az egymillió tagot.
A Teamsters kamionsofőröket és raktárosokat szervezett a Közép-Nyugaton, majd országszerte. Hoffa jelentős szerepet játszott abban, hogy a szakszervezet ügyesen alkalmazta a „gyors sztrájkokat”, a másodlagos bojkottokat és más eszközöket a szakszervezeti erő kihasználására az egyik vállalatnál, a munkavállalók szervezésére irányuló lépéseket egy másiknál, és végül szerződéses igényeket szerzett más vállalatoknál. Ez a folyamat, amely az 1930-as évek elejétől kezdődően több évig tartott, végül az Egyesült Államok egyik legbefolyásosabb szakszervezetévé tette a Teamsterst.[15]
Az akkori kamionos szakszervezeteket erősen befolyásolták, és sok esetben irányították is a szervezett bűnözés elemei. A kamionos szakszervezetek egyesítése és bővítése érdekében Hoffa számos gengszterrel kötött megállapodásokat és egyeztetéseket, kezdve Detroit térségében. A szervezett bűnözés befolyása az IBT-re a szakszervezet növekedésével együtt nőtt.

## Hatalomba jutás

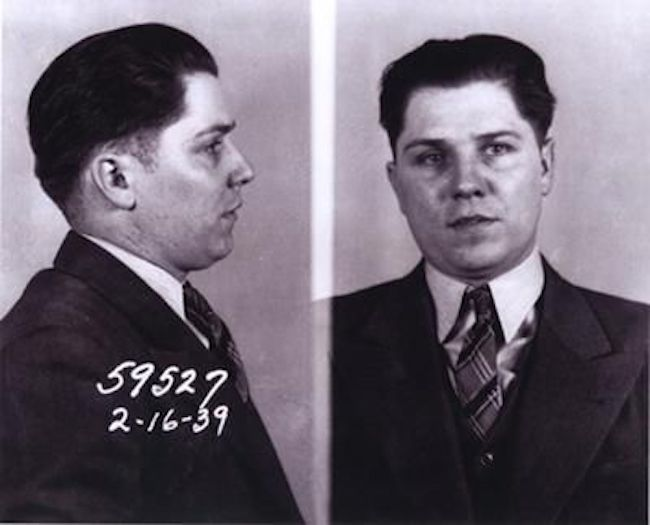
Hoffa 1939-ben

Hoffa azon dolgozott, hogy megvédje a Teamsters-t más szakszervezetek, köztük az Ipari Szervezetek Kongresszusának (CIO) támadásaitól, és kiterjesztette a Teamsters befolyását a Középnyugaton az 1930-as évek végétől az 1940-es évek végéig. Hoffa a második világháborúban halasztást kapott a katonai szolgálat alól, mivel sikeresen érvelt amellett, hogy szakszervezeti vezetői képességei értékesebbek a nemzet számára azáltal, hogy biztosítják a teheráru-szállítás zökkenőmentes működését a háborús erőfeszítések elősegítése érdekében. Bár soha nem dolgozott teherautó-sofőrként, 1946 decemberében a 299-es helyi szervezet elnöke lett. Röviddel ezután a Detroit környéki helyiek egyesített csoportjának élére került, majd később a Michigan Teamsters csoportok élére.
Az 1952-es Los Angeles-i IBT-konferencián Hoffát a hivatalba lépő elnök, Dave Beck, Daniel J. Tobin utódja választotta országos alelnöknek, aki 1907 óta volt az elnök. Hoffa leverte a Tobin elleni belső lázadást azzal, hogy megszerezte a központi irodák regionális támogatását Becknek a kongresszuson. Cserébe Beck alelnökké tette Hoffát.[15]
1952-ben egy New Yorkban élő piti bűnözőt, Marvin Elkindet, Anthony Salerno gengszter Hoffa sofőrjeként bízta meg. Egy 2008-as interjúban Elkind a következőket mondta négyéves sofőrként eltöltött munkájáról: „Mr. Hoffa rendkívül félelmetes ember volt. Ez az ember egyáltalán nem félt semmitől, alig mutatott érzelmeket, teljesen hiányzott a humorérzéke, és elkötelezett volt a szakszervezetéhez tartozó emberek iránt. Amikor ezeket az embereket vezeted, sokat tanulsz, és el is mondom, miért. Nem tudják, hogy ott vagy. Az autó részévé válsz, akárcsak egy extra sebességváltó vagy egy fék, és ők beszélnek.”
Az IBT 1955-ben Indianapolisból Washingtonba költöztette székhelyét, és átvett egy nagy irodaépületet a fővárosban. Az IBT személyzetét is kibővítették, számos ügyvédet alkalmaztak a szerződéses tárgyalások segítésére. 1952-es alelnöki megválasztását követően Hoffa egyre több időt töltött Detroittól távol, vagy Washingtonban, vagy kibővült feladatai miatt az országban utazgatott. Hoffa személyes ügyvédje Bill Bufalino volt.

## Teamsters elnökség
Hoffa 1957-ben vette át a Teamsters elnökségét a floridai Miami Beachen tartott kongresszuson. Elődje, Beck, 1957 márciusában megjelent a John L. McClellan vezette amerikai szenátusi munkaügyi vagy vezetési területen elkövetett helytelen tevékenységeket vizsgáló különbizottsága előtt, és 140 alkalommal kérvényezte az ötödik alkotmánykiegészítést. Becket vád alá helyezték, amikor az IBT-konferenciát tartották, és csalás miatt elítélték a Seattle-ben tartott tárgyaláson és bebörtönözték.

### Teamsters-tagokat zártak ki az AFL-CIO-ból
Az 1957-es AFL-CIO kongresszuson (American Federation of Labor and Congress of Industrial Organizations), amelyet Atlantic Cityben, New Jersey államban tartottak, a szakszervezeti tagok közel öt az egyhez arányban szavaztak az IBT kizárására. Walter Reuther alelnök vezette a küzdelmet az IBT eltávolításáért, Hoffa korrupt vezetésének vádjával. George Meany elnök érzelmes beszédet mondott, amelyben az IBT eltávolítását szorgalmazta, és kijelentette, hogy csak akkor egyezhet bele a Teamsters további tagságába, ha elbocsátják Hoffát elnöki posztjáról. Meany választ követelt Hoffától, aki a sajtón keresztül így válaszolt: „Majd meglátjuk.” Abban az időben az IBT évente több mint 750 000 dollárt hozott az AFL-CIO-nak.

### Országos Főfuvarozási Megállapodás
Miután 1961-ben újraválasztották elnöknek, Hoffa a szakszervezet bővítésén dolgozott. 1964-ben sikerült Észak-Amerika gyakorlatilag összes közúti teherautó-sofőrjét egyetlen Országos Általános Árufuvarozási Megállapodás (National Master Freight Agreement) alá vonnia, ami talán a legnagyobb eredménye szakszervezeti tevékenysége során.[30] Hoffa ezután megpróbált légitársasági dolgozókat és más közlekedési alkalmazottakat bevonni a szakszervezetbe, korlátozott sikerrel. Ezután hatalmas személyes terhekkel kellett szembenéznie, mivel nyomozás alatt állt, bíróság előtt állt, fellebbezett az ítéletei ellen, vagy gyakorlatilag az 1960-as évek teljes időtartamán börtönben volt.
Hoffát ellenvetés nélkül újraválasztották az IBT elnökének harmadik ötéves ciklusára, annak ellenére, hogy az esküdtszék manipulálása és a postai csalás miatt elítélték a fellebbezési felülvizsgálatig felfüggesztett bírósági ítéletekben. A Miami Beach-i küldöttek Frank Fitzsimmonst is megválasztották első alelnöknek, aki elnökké válik, „ha Hoffának börtönbüntetést kell töltenie”.

## Büntetőjogi vádak

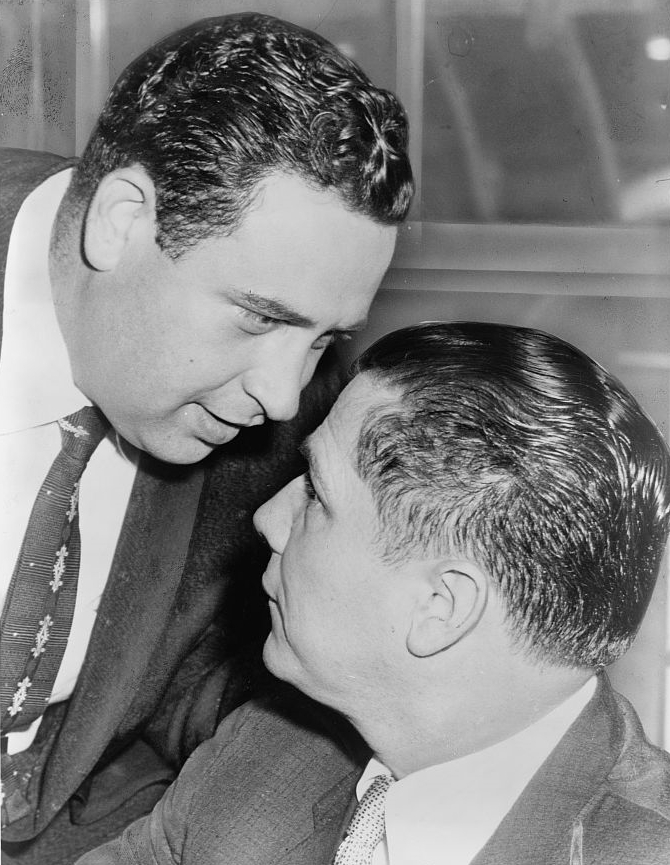
Hoffa (jobbra) és Bernard Spindel egy 1957-es bírósági ülés után, amelyen ártatlannak vallották magukat az illegális lehallgatás vádjában

Hoffa ellen 1957-ben komoly bűnügyi nyomozás indult a McClellan-bizottság ügyében. 1957. március 14-én Hoffát letartóztatták, mert állítólag megpróbált megvesztegetni egy, a különbizottsághoz tartozó segédet. Hoffa tagadta a vádakat (és később felmentették), de a letartóztatás további nyomozásokat, valamint további letartóztatásokat és vádemelési javaslatokat indított el a következő hetekben. Hoffa egyik társa, Frank Kierdorf, 1958. augusztus 3-án éjjel, miközben felgyújtott egy ruhatisztító és -festő üzemet, véletlenül felgyújtotta magát. Amikor egy ájtatos ügyész a kórházban megkérdezte tőle, hogy be akar-e vallani valamit, utolsó szavait így mondta ki: „Menj a francba!” (Go fuck yourself).
Amikor John F. Kennedyt 1960-ban elnökké választották, öccsét, Robertet nevezte ki főügyésznek. Robert Kennedy korábban, amikor a McClellan albizottság tanácsadójaként dolgozott, kudarcot vallott Hoffa elítélésére irányuló kísérleteiben. 1961-től főügyészként Kennedy erőteljes támadást folytatott a szervezett bűnözés ellen, és ezt egy úgynevezett „Get Hoffa” ügyészekből és nyomozókból álló osztaggal folytatta.
Egy 1962. december 5-i bírósági tárgyaláson Warren Swanson, egykori elmebeteg, több golyót lőtt Hoffára. A golyók nem okoztak kárt, és a dühös Hoffa megütötte Swansont, majd leütötte, miközben Charles "Chuckie" O'Brien és mások legyűrték. Hoffa később azt mondta az újságíróknak: „Mindig menekülsz egy késes férfi elől, és egy fegyveres férfi felé.”

### Börtönbüntetések
1963 májusában Hoffát Tennessee államban esküdtszéki manipulációval vádolták meg, azzal vádolva, hogy megpróbált megvesztegetni egy nagy esküdtszéket az 1962-es nashville-i összeesküvés-pere során. Hoffát 1964. március 4-én elítélték, majd nyolc év börtönbüntetésre és 10 000 dollár pénzbírságra ítélték. Fellebbezése során óvadék ellenében Hoffát egy második, Chicagóban, 1964. július 26-án tartott tárgyaláson elítélték egy rendbeli összeesküvés és három rendbeli postai és elektronikus csalás miatt a Teamsters nyugdíjalapjának nem megfelelő felhasználása miatt, és öt év börtönbüntetésre ítélték.
Hoffa a következő három évet sikertelenül fellebbezte 1964-es ítéletei ellen. Főtanácsadója, Morris Shenker védőügyvéd fellebbezései eljutottak az Egyesült Államok Legfelsőbb Bíróságához. Összesített, 13 éves börtönbüntetésének letöltését (nyolc év vesztegetésért, öt év csalásért) 1967. március 7-én kezdte meg a pennsylvaniai Lewisburg Szövetségi Büntetés-végrehajtási Intézetben.

### Fitzsimmons kinevezése ügyvezető elnökké
Amikor Hoffa börtönbe került, Frank Fitzsimmonst nevezték ki a szakszervezet megbízott elnökévé, és Hoffa azt tervezte, hogy Fitzsimmonson keresztül a börtönből vezeti a szakszervezetet. Fitzsimmons Hoffa-hűséges tagja volt, szintén Detroitban lakott, és régóta tagja a Teamsters Local 299-nek, aki magas pozícióját nagyrészt Hoffa befolyásának köszönhette. Ennek ellenére Fitzsimmons 1967 után hamarosan eltávolodott Hoffa befolyásától és irányításától, annak nemtetszésére. Fitzsimmons némileg decentralizálta a hatalmat az IBT adminisztrációs struktúráján belül is, lemondva a Hoffa által szakszervezeti elnökként kihasznált ellenőrzés nagy részéről. Még börtönben töltött ideje alatt Hoffa 1971. június 19-én lemondott a Teamsters elnöki posztjáról, és Fitzsimmonst 1971. július 9-én választották meg a Teamsters elnökévé.

## Börtön után
1971. december 23-án, kevesebb mint öt évvel 13 éves büntetésének letöltése után Hoffát szabadon engedték, amikor Richard Nixon amerikai elnök a büntetését letöltött időre változtatta. Hoffa korábbi lemondása következtében a Teamsters Nyugdíj- és Családvédelmi Terve 1,75 millió dolláros egyösszegű végkielégítést ítélt meg neki. Ilyen típusú nyugdíjmegállapodás soha nem történt meg a Teamstersnél. Az IBT ezután támogatta Nixont, a republikánus politikust, az 1972-es amerikai elnökválasztás újraválasztási kampányában. A korábbi választásokon a szakszervezet általában a demokrata jelölteket támogatta, de 1960-ban váltott és Nixont támogatta.
Hoffa visszanyerte szabadságát, de a Nixon általi felmentés csak 1980. március 6-án tette lehetővé, hogy Hoffa "közvetlenül vagy közvetve bármely szakszervezet irányításában vegyen részt". Hoffa azt állította, hogy soha nem egyezett bele ebbe a feltételbe. Hoffa azzal vádolta a Nixon-kormányzat magas rangú személyiségeit, köztük John N. Mitchell főügyészt és Charles Colson, a Fehér Ház különleges tanácsadóját, hogy megfosztották jogaitól azáltal, hogy ezt a feltételt kiszabták neki. Gyanították, hogy a feltételt a Teamsters vezetőségének kérése miatt szabták ki Hoffára, de Fitzsimmons ezt tagadta. 1973-ra Hoffa azt tervezte, hogy ismét elfoglalja a Teamsters elnöki posztját.
Hoffa pert indított a korlátozás érvénytelenítése érdekében, hogy visszanyerhesse hatalmát a Teamsters felett. John Dean, Nixon korábbi Fehér Ház-tanácsadója is azok között volt, akiket vallomásra hívtak fel az 1974-es bírósági eljárásban. Dean, aki 1973 közepére híressé vált a Watergate-botrány okozta vádemelések kormányzati tanújaként, 1971-ben Nixon kérésére fogalmazta meg a záradékot. Hoffa végül elvesztette a bírósági csatát, mivel a bíróság úgy ítélte meg, hogy Nixon a hatáskörén belül járt el a korlátozás bevezetésével, mivel az Hoffa Teamsters tisztviselőjeként elkövetett kötelességszegésén alapult.
Hoffa hatalmas ellenállásba ütközött a hatalom visszaszerzése során sok oldalról, és korábbi támogatottságának nagy részét elvesztette még Detroit környékén is. Ennek eredményeként a helyi szinten, a Detroitban található Local 299-cel tervezte megkezdeni a visszatérését, ahol megőrizte bizonyos befolyását. 1975-ben Hoffa egy önéletrajzon dolgozott, a Hoffa: The Real Story-n, amely néhány hónappal eltűnése után jelent meg. Korábban megjelent egy könyve The Trials of Jimmy Hoffa (Jimmy Hoffa perei, 1970) címmel.
Halálakor Hoffa családjával a Lake Orion falvában lévő nyaralójukban élt, amely körülbelül fél órás autóútra volt attól az étteremtől, ahol utoljára látták. Otthona egy több holdas, erdős telken állt a Square-tó partján. A birtokon egy több mint 2500 négyzetméteres ház, valamint melléképületek is voltak.

## Eltűnés

### Bevezetés
Hoffa tervei, hogy visszaszerezze a szakszervezet vezetését, számos maffiatag ellenállásába ütköztek. Egyikük Anthony Provenzano volt, aki Hoffa második elnöki ciklusa alatt a Teamsters helyi vezetője volt New Jersey-ben, és a szakszervezet országos alelnöke is. Provenzano a New York-i Genovese bűnözőklán caporegime tagja volt. Provenzano szakszervezeti ellenfelei közül legalább kettőt meggyilkoltak, másokat pedig, akik ellene szólaltak fel, megtámadtak.
Provenzano, aki egykor Hoffa szövetségese volt, ellenséggé vált, miután állítólag viszály alakult ki közöttük, amikor mindketten az 1960-as években a pennsylvaniai Lewisburgban lévő szövetségi börtönben voltak. 1973-ban és 1974-ben Hoffa a támogatását kérte korábbi pozíciójának visszaszerzéséhez, de Provenzano ezt elutasította, és állítólag azzal fenyegette Hoffát mondván, hogy kitépi a beleit, vagy elrabolja az unokáit.
További maffiafigurák, akik bekapcsolódtak az ügybe, Anthony Giacalone, a detroiti maffia állítólagos vezérkarja és öccse, Vito voltak. Az FBI úgy véli, hogy ők „közvetítőként” pozicionálták magukat Hoffa és Provenzano között. A testvérek háromszor látogattak el Hoffa otthonába Lake Orion-nál, és egyszer a Guardian Building ügyvédi irodájába. A Hoffával való találkozásuk kinyilvánított célja egy „béketalálkozó” megszervezése volt Provenzano és Hoffa között. Hoffa fia, James azt mondta: „Apa annyira erőltette, hogy visszatérhessen a hivatalba, hogy egyre jobban féltem, hogy a maffia tesz valamit ez ügyben.” James meg volt győződve arról, hogy a "béketalálkozó" ürügy volt Giacalone számára, hogy "felkészítse apát" egy ütésre, mivel Hoffa egyre nyugtalanabb lett minden alkalommal, amikor a Giacalone testvérek megérkeztek.

### Július 30-i események
Hoffa 1975. július 30-án, szerdán tűnt el, miután találkozóra ment Provenzanóval és Giacalonéval. A találkozóra délután 2 órakor került volna sor a Detroit egyik külvárosában, Bloomfield Townshipben található Machus Red Fox étteremben (északi szélesség 42°32′32″, nyugati hosszúság 83°17′08″); itt tartották Hoffa fia, James esküvői fogadását is. Hoffa beírta Giacalone kezdőbetűit, valamint a találkozó időpontját és helyszínét az irodai naptárába: „TG – délután 2 óra – Red Fox.”
Hoffa délután 1:15-kor hagyta el Lake Orionon lévő otthonát. Mielőtt az étterembe indult volna, megállt közeli barátja, Louis Linteau, a Teamsters Local 614 korábbi elnökének pontiac-i irodájában, aki most limuzinszolgáltatást üzemeltetett. Linteau és Hoffa pályafutásuk elején ellenségek voltak, de végül barátok lettek. Amikor Hoffa kiszabadult a börtönből, Linteau Hoffa nem hivatalos kinevezési titkára is lett, és július 26-án vacsorát szervezett Hoffa és a Giacalone testvérek között, amelyen tájékoztatták őt a július 30-i találkozóról. Linteau ebédelni volt, amikor Hoffa megállt, ezért Hoffa beszélt a jelenlévő személyzet néhány tagjával, és üzenetet hagyott Linteau-nak, mielőtt elindult a Machus Red Foxhoz.
Délután 2:15 és 2:30 között egy bosszús Hoffa felhívta feleségét a Damman Hardware előtti, közvetlenül a Machus Red Fox mögötti oszlopon lévő fülkéből, és panaszkodott, hogy Giacalone nem jelent meg, és hogy felállították. A felesége azt mondta neki, hogy senkiről sem hallott. Azt mondta, hogy délután 4 órára otthon lesz Lake Orion-ban, hogy vacsorára steaket süssön. Több tanú látta Hoffát az autója mellett állni és fel-alá járkálni az étterem parkolójában. Két férfi látta meg Hoffát, felismerték, és megálltak, hogy röviden beszéljenek és kezet rázzanak vele. Hoffa felhívta Linteau-t is, és ismét panaszkodott a férfiak késésére. Linteau délután fél 4-et adott meg, de az FBI a Linteau irodájából érkező, nagyjából akkori telefonhívások időzítése alapján korábbira gyanította. Az FBI becslése szerint Hoffa 14:45–14:50 körül küzdelem nélkül elhagyta a helyszínt. Egy szemtanú arról számolt be, hogy Hoffát egy bordó "Lincoln vagy Mercury" autó hátuljában látta három másik emberrel.

### Vizsgálat
Másnap reggel 7 órakor Hoffa felesége felhívta fiát és lányát, hogy közölje, apjuk nem ért haza. Reggel 7:20-kor Linteau elment a Machus Red Foxhoz, és megtalálta Hoffa nyitva hagyott autóját a parkolóban, de Hoffának semmi nyoma nem volt, és semmi jel nem utalt arra, hogy mi történt vele. Linteau értesítette a rendőrséget, akik később a helyszínre érkeztek. A michigani állami rendőrséget is kiküldték, és értesítették az FBI-t. Este 6 órakor Hoffa fia, James eltűnt személy bejelentését tette. A Hoffa család 200 000 dolláros jutalmat ajánlott fel minden információért az eltűnésével kapcsolatban.
A nyomozás során megszerzett elsődleges tárgyi bizonyíték egy bordó színű, 1975-ös Mercury Marquis Brougham volt, amely Anthony Giacalone fiáé, Josephé volt. Az autót Charles "Chuckie" O'Brien kölcsönvette korábban aznap, hogy halat szállítson. O'Brien Hoffa nevelt fia volt, bár a kapcsolatuk megromlott a Hoffa eltűnését megelőző években. A nyomozók és Hoffa családja gyanították, hogy O'Briennek szerepe volt Hoffa eltűnésében. Augusztus 21-én a rendőrkutyák azonosították Hoffa illatát az autóban.
Giacalone és Provenzano, akik tagadták, hogy találkozót terveztek volna Hoffával, róluk kiderült, hogy nem voltak az étterem közelében aznap délután. A Time szerint Provenzanót Hobokenben látták, amint helyi szakszervezeti tagokkal barátkozik, bár Provenzano azt állította a nyomozóknak, hogy Hoffa eltűnésének napján kártyázott Stephen Andrettával, Thomas Andretta testvérével a New Jersey állambeli Union Cityben. A kiterjedt megfigyelés és lehallgatás ellenére a nyomozók megállapították, hogy a maffia tagjai általában nem voltak hajlandók Hoffa eltűnéséről beszélni, még négyszemközt sem. 1975. december 4-én egy detroiti szövetségi nyomozó James Paul Churchill bíró előtt a bíróságon tanúvallomást tett, miszerint egy tanú három New Jersey-i férfit azonosított, akik részt vettek "James R. Hoffa elrablásában és meggyilkolásában". A három férfi Provenzano közeli munkatársai voltak: Thomas Andretta, Salvatore Briguglio és testvére, Gabriel Briguglio.
1975 októberében Frank J. Kelley, Michigan állam főügyésze Waterford Townshipba utazott, hogy felügyelje a Hoffa maradványainak felkutatására és exhumálására irányuló sikertelen expedíciót. A keresést „egy meg nem nevezett informátor bejelentése indította el, aki azt állította, hogy egy maffiózókból álló csoport Hoffa holttestét akarta megtalálni.”
Számos bűnüldöző szerv, köztük az FBI részvételével zajló évekig tartó nyomozás után a tisztviselők még mindig nem jutottak végleges következtetésre Hoffa sorsát vagy az ügyben érintettek ügyét illetően. Hoffa felesége, Josephine, 1980. szeptember 12-én halt meg, és a michigani Troyban található White Chapel Memorial temetőben nyugszik. 1982. december 9-én Norman R. Barnard, Oakland megye hagyatéki bírája Hoffát 1982. július 30-án jogilag halottnak nyilvánította.
1989-ben Kenneth Walton, az FBI detroiti irodájának vezetője a következőket nyilatkozta a The Detroit Newsnak: „Biztos vagyok benne, hogy tudom, ki tette, de soha nem fognak vádat emelni ellene, mert akkor informátorokat, bizalmas forrásokat kellene nyilvánosságra hoznunk.” 2001-ben az FBI Hoffa keféről vett hajából származó DNS-t összehasonította egy Joseph Giacalone autójában talált hajtinccsel, de lehetséges, hogy Hoffa egy másik napon utazott az autóban.
2006. június 16-án a Detroit Free Press leközölte a teljes „Hoffex-feljegyzést”, egy 56 oldalas jelentést, amelyet az FBI készített egy 1976 januárjában, az FBI washingtoni központjában tartott tájékoztatóra az esetről. Bár nem állítja, hogy meggyőzően bizonyítaná eltűnésének részleteit, a feljegyzés rögzíti azt a vélekedést, hogy Hoffát szervezett bűnözők kérésére gyilkolták meg, akik a Teamstersben a hatalom visszaszerzésére irányuló erőfeszítéseit a szakszervezet nyugdíjalapjának ellenőrzésére leselkedő fenyegetésnek tekintették. A Hoffex-feljegyzésben bizonyítékok alapján arra a következtetésre jutottak, hogy Chuckie O'Brien (akit az FBI nyomozói „megrögzött hazudozóként” jellemeztek) Joseph Giacalone bordó, 1975-ös Mercury-ját vezette, TMS-416 rendszámmal az eltűnés napján, és hogy Hoffa az autó jobb hátsó ülésén ült. Rendőrkutyák azonosították a testszagát, és egy hajtincset is kiemeltek a hátsó ülésről. Az autó csomagtartójából egy 12-es kaliberű pumpás sörétes puskát foglaltak le, a kesztyűtartóban pedig számos .22-es és .38-as kaliberű lőszert találtak. 2021-től továbbra is időszakosan végeztek ásatásokat Detroit környékén Hoffa holttestének felkutatására, de a szakértők körében elterjedt elmélet az, hogy a holttestet hamvasztották.

### Állítások és fejlemények

#### Bűnügyi történészek és nyomozók
Széles körű egyetértés van a bűnügyi történészek és nyomozók között abban, hogy Hoffát maffiaellenségei parancsára gyilkolták meg. A kulcsfontosságú részletek azonban továbbra sem ismertek vagy bizonyíthatók, és ez biztosította, hogy soha senkit nem vádoltak meg az üggyel kapcsolatban.
A lehetséges indítékok megvitatása során mind az 1976-os Hoffex-feljegyzés, mind a megjelenése előtti tudományos munka a maffia Hoffa Teamsters vezetésének visszaszerzésére vonatkozó terveivel szembeni ellenállására, valamint Hoffa által a maffia szakszervezeti nyugdíjalap feletti ellenőrzésére jelentett fenyegetésre összpontosít. A Hoffex-feljegyzés megjegyezte, hogy Provenzano nem volt elég magas rangú ahhoz, hogy maffiatámadást rendeljen el, bár nem zárta ki annak lehetőségét, hogy az ő vagy valaki más személyes bosszúja Hoffa ellen indíték volt. Scott Burnstein bűntörténész és újságíró 2019-ben azzal érvelt, hogy Provenzano szerepe az egész ügyben a csali szerepére korlátozódott.
Dan Moldea megemlítette annak a lehetőségét, hogy Hoffa megtorolta maffiaellenfeleit azáltal, hogy együttműködött az ellenük indított nyomozásokban. A Hoffex-feljegyzés ezt lehetséges motivációként említi. Vincent Piersante, az állam kormányának korábbi főnyomozója a Hoffa-ügyben kételkedett abban, hogy Hoffa komolyan fenyegethette volna a maffiát ilyen módon, mivel minden általa ismert terhelő információ vagy őt magát terhelte volna, vagy olyan bűncselekményekre vonatkozott volna, amelyek kívül estek az elévülési időn.
Piersante azt sugallta, hogy a gyilkosság véletlen volt, és hogy a Hoffával való találkozásra küldött férfiak csak "sértően alacsony szintű hírvivőknek" szánták őket. Azt állította, hogy Hoffának nincsenek reális kilátásai a visszatérésre, hogy az eltűnés nem a maffiatámadás szokásos jellemzőit viseli magán, és hogy azzal a kockázattal jár, hogy fellépésre ösztönöz a szervezett bűnözés ellen (ahogyan az valóban történt). Ez az elmélet nem nyert széles körű elfogadottságot a kriminológusok körében.
1991-es Hoffa című könyvében Arthur A. Sloane azt írta, hogy az FBI-nyomozók leggyakoribb elmélete az volt, hogy Russell Bufalino volt a maffiafőnök, aki elrendelte a gyilkosságot, és Salvatore Briguglio, testvére, Gabriel Briguglio, Thomas Andretta és Charles "Chuckie" O'Brien voltak azok a férfiak, akik elcsábították Hoffát az étteremből. Az elmélet szerint O'Brient "akaratlan balekként" használták Hoffa elcsábítására, mert Hoffa gyanakodott Provenzanóra, és nem ült volna be az autóba, hacsak nem lett volna jelen egy ismerős alak.
Az elmélet szerint O'Brien a Machus Red Fox parkolójában vette fel Hoffát, és Hoffát vagy az autóban ölték meg, vagy egy meg nem határozott helyre vitték, hogy megöljék.[96] Keith Corbett, az Egyesült Államok volt ügyésze azóta azt sugallta, hogy O'Brient túl megbízhatatlannak tartották volna ahhoz, hogy egy ilyen nagy horderejű gyilkosságban szerepet bízzanak rá. Ehelyett Vito "Billy" Giacalone-t javasolta az ismerős figuraként.
A gyilkosság helyszíne szintén ismeretlen, de az étterem parkolójában történt bármilyen erőszak könnyen tanúkat vonzott volna. Ezért a Hoffex-feljegyzés azt gyanítja, hogy Hoffát egy másik gyilkossági helyszínre csábították. James Buccellato, az Észak-Arizonai Egyetem kriminológia és büntető igazságszolgáltatás professzora 2017-ben azt feltételezte, hogy Hoffát valószínűleg egy mérföldre gyilkolták meg Carlo Licata, Nick Licata maffiózó fiának házában található étteremtől.
Sloane egy helyi hulladékégetőt és egy Jersey City-i hulladéklerakót említett a holttest lehetséges elszállítási helyszíneiként; ez utóbbit Dan Moldea is alátámasztja. Buccellato két hulladékégetőt és egy krematóriumot sorolt fel, mindegyiket Detroit környékén. Kételkedett benne, hogy a holttestet nagy távolságra szállították volna: „Egyszerűen nem praktikus.” A Hoffex-feljegyzés hasonlóképpen fogalmazott: „Ha a detroiti LCN-t használták az eltűnés elősegítésére, nem tudni, miért szállították vissza a holttestet New Jersey-be, amikor a detroiti szervezett bűnözés emberei a múltban bebizonyították, hogy képesek ilyen dolgokkal foglalkozni.”

#### Egyéb beszámolók és találgatások
Az I Heard You Paint Houses: Frank "The Irishman" Sheeran and the Closing of the Case on Jimmy Hoffa (2004) című könyvben Charles Brandt azt írja, hogy Frank Sheeran, a maffia állítólagos profi gyilkosa és Hoffa régi barátja, bevallotta a megölését. A könyv szerint Sheeran azt állítja, hogy O'Brien vitte őt, Hoffát és maffiózó társát, Sal Brigugliót egy detroiti házhoz. A ház egy idős özvegyé volt, akit kicsalogattak a házából, így a feltételezett gyilkosság helyszíne valószínűtlen volt a bűnüldöző szervek számára. Miután a helyszínre értek, Sheeran azt állítja, hogy lelőtte Hoffát. Sheeran ezután azt állította, hogy Hoffa holttestét egy másik állambeli krematóriumba szállították és ott elhamvasztották. További bizonyítékok cáfolják Sheeran állításait. A könyv hitelességét, beleértve Sheeran Hoffa meggyilkolásával kapcsolatos vallomásait is, megkérdőjelezi Bill Tonelli „The Lies of the Irishman” című cikke a Slate-ben, valamint Jack Goldsmith, a Harvard jogi karának professzora „Jimmy Hoffa és 'Az ír': Egy igaz krimi?“ című cikke, amely a The New York Review of Booksban jelent meg. Buccellato kételkedik abban, hogy a maffia egy ír amerikait bízott volna meg ezzel a szereppel, és azt is hiszi, hogy Hoffa nem lett volna hajlandó ilyen messzire utazni az étteremtől.
A pletykák szerint Hoffa holttestét a Giants Stadionban temették el. A Discovery Channel 'MythBusters című műsorának 2004-es epizódjában, a "The Hunt for Hoffa"-ban a stadion azon részeit, ahol a pletykák szerint Hoffát eltemették, földradarral szkennelték. A vizsgálat célja az volt, hogy kiderítsék, vannak-e arra utaló jelek, hogy emberi holttestet temettek el ott, de semmilyen emberi maradványra utaló nyomot nem találtak. Ezenkívül a Giants Stadion 2010-es lebontásakor sem találtak emberi maradványokat.
Richard Kuklinski egyik, 2006-ban bekövetkezett halála után kiadott életrajzában publikált börtönbeli vallomásában azt állította, hogy tagja volt egy négyfős csapatnak, amely elrabolta és meggyilkolta Hoffát. Robert Garrity, a Hoffa-ügyön dolgozó volt FBI-ügynök Kuklinski állításait átverésnek minősítette. Más hatóságok is kijelentették, hogy Kuklinski részvétele Hoffa eltűnésében valószínűtlen.
2012-ben a michigani Roseville-ben a rendőrség mintákat vett a Detroit külvárosi kocsifelhajtója alatti talajból, miután egy személy arról számolt be, hogy Hoffa 1975-ös eltűnése környékén tanúja volt egy holttest eltemetésének. A Michigani Állami Egyetem antropológusai által végzett vizsgálatok nem találtak emberi maradványokra utaló bizonyítékot.
2013 januárjában a hírhedt gengszter, Tony Zerilli arra utalt, hogy Hoffát eredetileg egy sekély sírba temették, azzal a tervvel, hogy földi maradványait később egy második helyre szállítják. Zerilli szerint a terveket elvetették, és Hoffa földi maradványai egy mezőn nyugszanak Michigan állam Oakland megyéjének északi részén, nem messze attól az étteremtől, ahol utoljára látták. Zerilli tagadta, hogy bármilyen felelősséget vállalna Hoffa eltűnéséért, vagy azzal összefüggésbe hozható lenne. 2013. június 17-én a Zerilli-információk kivizsgálása során az FBI egy Oakland megye északi részén, Oakland Townshipben található ingatlanhoz került, amely a detroiti maffiafőnök, Jack Tocco tulajdonában volt. Három nap elteltével az FBI leállította az ásatásokat. Nem találtak emberi maradványokat, így az ügy továbbra is folyamatban van.
Az FBI gyanúsítottként nevezte meg Thomas Andrettát, aki 2019-ben hunyt el, és testvérét, Stephent, aki állítólag 2000-ben hunyt el rákban. Mindketten New Jersey-i csapattársak voltak, és állítólag a Genovese bűnözőklán tagjai voltak. Az FBI Thomas Andrettát "Anthony Provenzano megbízható társának; aki állítólag részt vett Hoffa eltűnésében" nevezte.
Egy 2019 áprilisában DJ Vladdal készített interjúban Michael Franzese, a Colombo bűnözőklán korábbi vezetője kijelentette, hogy biztos benne, hogy Hoffa eltűnése a maffia ügyéhez kapcsolódott. Azt mondta, tisztában van Hoffa holttestének hollétével és a lövöldöző kilétével, és rendelkezik felvételekkel, amelyeken eltűnésének részletei szerepelnek. Amikor Hoffa holttestével kapcsolatos információkat kértek tőle, Franzese azt mondta: "Elmondhatom, hogy nedves, az biztos", és "Jó információk birtokában ismét azt hiszem, tudom, ki volt az igazi lövöldöző; ma is él, börtönben van." Egy 2018-as, a Value Entertainmentnek adott interjúban Franzese szintén azt állítja, hogy „nedves”, és hozzáteszi, hogy „mély”. Azt is állítja, hogy birtokában van egy felvétel, amelyen „minden le van írva”, és hogy ezt később esetleg kiadja.
Egy halálos ágyán tett vallomásában egy hulladéklerakó dolgozója azt állította, hogy Hoffa holttestét egy acélhordóban temette el 4,5 méterrel a felszín alatt egy hulladéklerakóban, a Pulaski Skyway alatt, Jersey Cityben, New Jersey államban. 2021 októberében az FBI elfogatóparancsot szerzett, és elvégezte a hulladéklerakó helyszíni felmérését. 2022 júliusában az FBI bejelentette, hogy a felmérésből "semmi bizonyító értékű dolgot nem találtak".

## Örökség
Hoffa öröksége továbbra is vitatott. Arthur Sloane, aki 1991-ben könyvet írt Hoffa életéről, kijelentette, hogy sokan megosztottak voltak azzal kapcsolatban, hogy Hoffa "egyfajta késői Al Capone... (vagy) rendkívül sikeres volt a munkakörülmények javításában [teherautó-sofőr választóinak]".
1995-ben családja megemlékezést tartott Hoffa emlékére.
2023-ban az Indiana Történelmi Hivatal, a Clay Megyei Történelmi Társaság és a Nemzetközi Fuvarozók Testvérisége egy történelmi táblát állíttatott szülőállamában, Indianában.

## Filmben és irodalomban
Hoffát a következő színészek alakították:
- Robert Blake(wd) (1983) (Blood Feud) (TV-minisorozat)[143]
- Tom Bosley(wd) (1984) (The Jesse Owens Story) (TV-film)
- Trey Wilson(wd) (1985) (Robert Kennedy and His Times) (TV-minisorozat)
- Jack Nicholson (1992) (Hoffa)
- Thomas Wagner (1993) (Marilyn & Bobby: Her Final Affair) (TV-film)[144]
- Al Pacino (2019) (The Irishman)[145]

Az 1978-as F.I.S.T. című filmben Sylvester Stallone alakítja Johnny Kovakot, a Hoffán alapuló karaktert.
Sergio Leone 1984-es Once Upon a Time in America című filmjében Treat Williams' karakterét, a szindikalista James Conway O'Donnellt Hoffa ihlette.
Az 1994-es Naked Gun 33 1/3: The Final Insult című paródiafilmben egy „Jimmy Hoffa holttestének helye” feliratú irattartó mappa látható egy szekrényben a spermabank és a termékenységi klinika jelenetei alatt.
James Ellroy író Hoffa egy kitalált történelmi változatát mutatja be az Underworld USA Trilogy regényeiben fontos mellékszereplőként, legkiemelkedőbben az American Tabloid (1995) és a The Cold Six Thousand (2001) című regényekben.
A Bruce Almighty (2003) című vígjátékban a címszereplő Isten által felruházott erőket használ fel Hoffa testének megnyilvánulására, hogy egy elég érdekes történetet találjon ahhoz, hogy visszaszerezze karrierjét a híriparban.

## Fordítás
- Ez a szócikk részben vagy egészben  a   Jimmy Hoffa című angol Wikipédia-szócikk ezen változatának fordításán alapul.  Az eredeti cikk szerkesztőit annak laptörténete sorolja fel. Ez a jelzés csupán a megfogalmazás eredetét és a szerzői jogokat jelzi, nem szolgál a cikkben szereplő információk forrásmegjelöléseként.